# Kees van Buuren
Kees van Buuren (Lopik, 27 juli 1986) is een Nederlands voormalig voetballer die als verdediger speelde.

## Clubcarrière
Van Buuren, die vooral in de achterhoede te vinden was, speelde voor zijn overstap naar Utrecht voor de amateurvoetbalclubs SV Lopik, VV Cabauw en USV Elinkwijk. Van Buuren maakt deel uit van het eerste elftal. Van Buuren maakte op 6 februari 2007 zijn debuut in Nederland onder 21, dat onder leiding stond van Foppe de Haan. De wedstrijd tegen Jong Rusland eindigde in 3–0. Op 9 april 2012 scoorde Van Buuren zijn eerste doelpunt in zijn profcarrière. Hij maakte in de 3–0 gewonnen wedstrijd tegen MVV in de 77e minuut het laatste doelpunt voor de Bosschenaren. Van Buuren speelde tussen begin 2016 en medio 2018 voor Almere City. In juni 2018 werd hij gecontracteerd door Vitesse om als routinier voor Jong Vitesse in de Derde divisie te gaan spelen. Enkele dagen later werden de regels voor beloftenteams in de voetbalpiramide aangepast, waardoor spelers boven de 23 niet meer in de O21 Divisie mochten spelen. Voor Van Buuren ontstond hiermee een probleem, aangezien hij niet in aanmerking kwam voor het eerste team van Vitesse. Van Buuren werd in juli 2018 coördinator van de commerciële voetbalschool van Vitesse. In juli 2017 ging spelen bij USV Hercules, waar hij in 2019 zijn spelerscarrière beëindigde.

## Clubstatistieken
| Seizoen   | Club             | Wedstrijden | Doelpunten | Competitie     |
| --------- | ---------------- | ----------- | ---------- | -------------- |
| 2005-2006 | FC Utrecht       | 4           | 0          | Eredivisie     |
| 2006-2007 | FC Utrecht       | 9           | 0          | Eredivisie     |
| 2007-2008 | FC Utrecht       | 4           | 0          | Eredivisie     |
| 2008-2009 | FC Utrecht       | 2           | 0          | Eredivisie     |
| 2009-2010 | FC Den Bosch     | 35          | 0          | Eerste divisie |
| 2010-2011 | FC Den Bosch     | 30          | 0          | Eerste divisie |
| 2011-2012 | FC Den Bosch     | 29          | 1          | Eerste divisie |
| 2012-2013 | Willem II        | 25          | 0          | Eredivisie     |
| 2013-2014 | Willem II        | 7           | 0          | Eerste divisie |
| 2014-2015 | Sparta Rotterdam | 30          | 0          | Eerste divisie |
| 2015-2016 | Sparta Rotterdam | 3           | 0          | Eerste divisie |
| 2015-2016 | Almere City      | 15          | 0          | Eerste divisie |
| 2016-2017 | Almere City      | 30          | 1          | Eerste divisie |
| 2017-2018 | Almere City      | 28          | 0          | Eerste divisie |
| 2018-2019 | USV Hercules     | 21          | 1          | Derde divisie  |
| Totaal    |                  | 272         | 3          |                |

## Erelijst
Willem II
- Eerste divisie: 2013/14

 Sparta
- Eerste divisie: 2015/16